# Твин Хилс (Аљаска)
Твин Хилс (енгл. Twin Hills) насељено је место без административног статуса у америчкој савезној држави Аљаска.

## Демографија
По попису из 2010. године број становника је 74, што је 5 (7,2%) становника више него 2000. године.
| Група             | 2000.    | 2010.    |
| Белци             | 4 (5,8%) | 2 (2,7%) |
| Афроамериканци    | 0 (0,0%) | 0 (0,0%) |
| Азијати           | 0 (0,0%) | 0 (0,0%) |
| Хиспаноамериканци | 0 (0,0%) | 0 (0,0%) |
| Укупно            | 69       | 74       |